# Negativna binomska porazdelitev
Negativna binomska porazdelitev (vključno s Pascalovo porazdelitvijo in Pólyajevo porazdelitvijo) je diskretna verjetnostna porazdelitev neuspešnih Bernoullijevih poskusov (dva možna izida: uspešno in neuspešno ali da in ne), v katerih želimo dobiti vnaprej dano število uspehov. 
Negativno binomsko porazdelitev poznamo v dveh verzijah (glej pregled lastnosti porazdelitve na desni strani):
- v prvi verziji štejemo število neuspehov pred r-tim uspehom
- v drugi verziji pa štejemo število poskusov v katerih se zgodi r-ti uspeh

Predpostavimo, da smo izvedli k poskusov. Verjetnost za uspeh (označimo jo s p) je ista pri vsakem poskusu. izid enega poskusa ne vpliva na izid ostalih poskusov (neodvisni poskusi).  Slučajna spremenljivka je v tem primeru število poskusov, da dobimo r uspehov (vnaprej določenih). Verjetnostna porazdelitev te slučajne spremenljivke se podreja negativni binomski porazdelitvi (poskus te vrste pa imenujemo tudi negativni binomski poskus). 
Pascalova porazdelitev in Polyajeva porazdelitev sta poseben primer negativne binomske porazdelitve. Nekateri pa negativno binomsko porazdelitev imenujejo kar Pascalova ali Polyajeva porazdelitev.

## Primer
Kot primer si oglejmo metanje kovanca, ki lahko pade na glavo ali številko (stran kovanca, ki je zgoraj, in se vidi). Verjetnost je za obe strani enaka (p = 0,5). Recimo, da je uspeh, če pade na glavo. Štejemo padce kovanca na glavo. Poskus ponavljamo tako dolgo, da dobimo na primer 5 padcev kovanca na glavo. Število poskusov metanja kovanca k je lahko katerokoli celo število med r in
pozitivno neskončno vrednostjo 
{\displaystyle (k\in \{0,1,2,\ldots \}\!} za prvo verzijo oziroma {\displaystyle k\in \{r,r+1,r+2,\ldots \}\!)}.

## Lastnosti

### Funkcija verjetnosti
Verjetnost, da je bilo pri n izvedenih poskusih k uspešnih in če je verjetnost za uspešnost posameznega poskusa enaka p, lahko za slučajno spremenljivko Y zapišemo funkcijo verjetnosti f(k, n, p) kot
{\displaystyle f(k,n,p)=\Pr(X=k)={k-1 \choose r-1}p^{r}(1-p)^{k-r}\quad {\text{za}}k=r,r+1,r+2,\dots }
kjer je {\displaystyle {n \choose k}={\frac {n!}{k!(n-k)!}}.}
Če pa z Y označimo slučajno spremenljivko za Y = X – r neuspehov pred r-tim uspehom je
{\displaystyle \Pr(Y=k)={k+r-1 \choose r-1}p^{r}(1-p)^{k}\quad {\text{za }}k=0,1,2,\dots }

### Zbirna funkcija verjetnosti
Zbirno funkcijo verjetnosti lahko za prvo verzijo zapišemo kot 
{\displaystyle I_{p}(r,k+1){\text{ kjer je}}I_{p}(x,y)} je regulirana nepopolna funkcija beta   ali {\displaystyle I_{p}(r,k-r+1)\!} za drugo verzijo porazdelitve.

### Pričakovana vrednost
Pričakovana vrednost je enaka {\displaystyle r\,{\frac {1-p}{p}}} za prvo oziroma {\displaystyle {\frac {r}{p}}} za drugo verzijo porazdelitve. 

### Varianca
Varianca je enaka {\displaystyle r\,{\frac {1-p}{p^{2}}}}za obe verziji porazdelitve.

### Koeficient simetrije
Koeficient simetrije je enak {\displaystyle {\frac {2-p}{\sqrt {r\,(1-p)}}}\!} za obe verziji porazdelitve.

### Sploščenost
Sploščenost je enaka {\displaystyle {\frac {2-p}{\sqrt {r\,(1-p)}}}\!} za prvo verzijo, {\displaystyle {\frac {6}{r}}+{\frac {p^{2}}{r\,(1-p)}}\!} pa za drugo verzijo porazdelitve.

## Povezave z drugimi porazdelitvami

### Geometrijska porazdelitev
Kadar je r = 1, preide negativna binomska porazdelitev v geometrijsko porazdelitev:
{\displaystyle \mathrm {Geometric} (p)=\mathrm {NegBin} (1,p).\,}.

### Poissonova porazdelitev
Negativna binomska porazdelitev prehaja v Poissonovo porazdelitev v naslednjem primeru:
{\displaystyle \mathrm {Poisson} (\lambda )=\lim _{r\to \infty }\mathrm {NegBin} (r,r/(\lambda +r)).\,}.